# Відьмине вікно

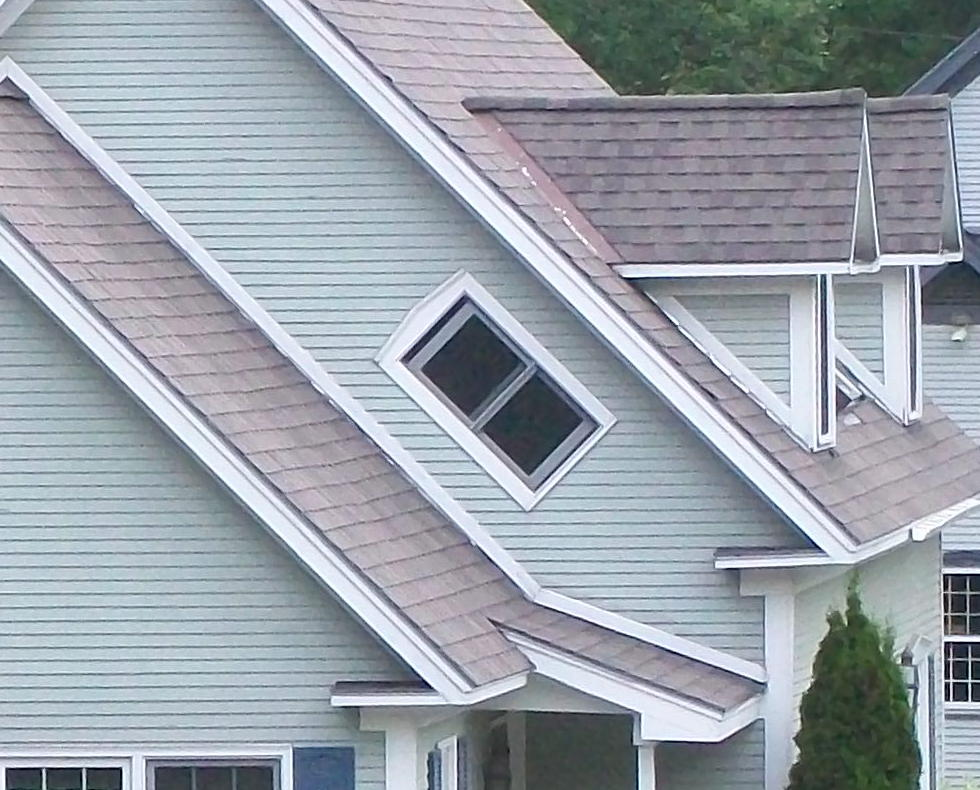
Вермонтське або відьмине вікно.

В американській  народній архітектурі відьмине вікно (англ. witch window) (також вермонтське вікно, англ. Vermont window) — вікно на  щипцевій стіні будинку, розташоване під кутом бл. 45 градусів так, що його довга сторона паралельна ухилу даху. Такий нахил дозволяє розмістити вікно стандартного розміру у вузькому довгому просторі стіни між двома суміжними лініями даху.
Відьмові вікна зустрічаються майже виключно в межах або поблизу американського штату Вермонт, як правило, в центрі і на півночі штату. Вони головним чином встановлюються у  сільських садибах XIX століття.

## Причини появи

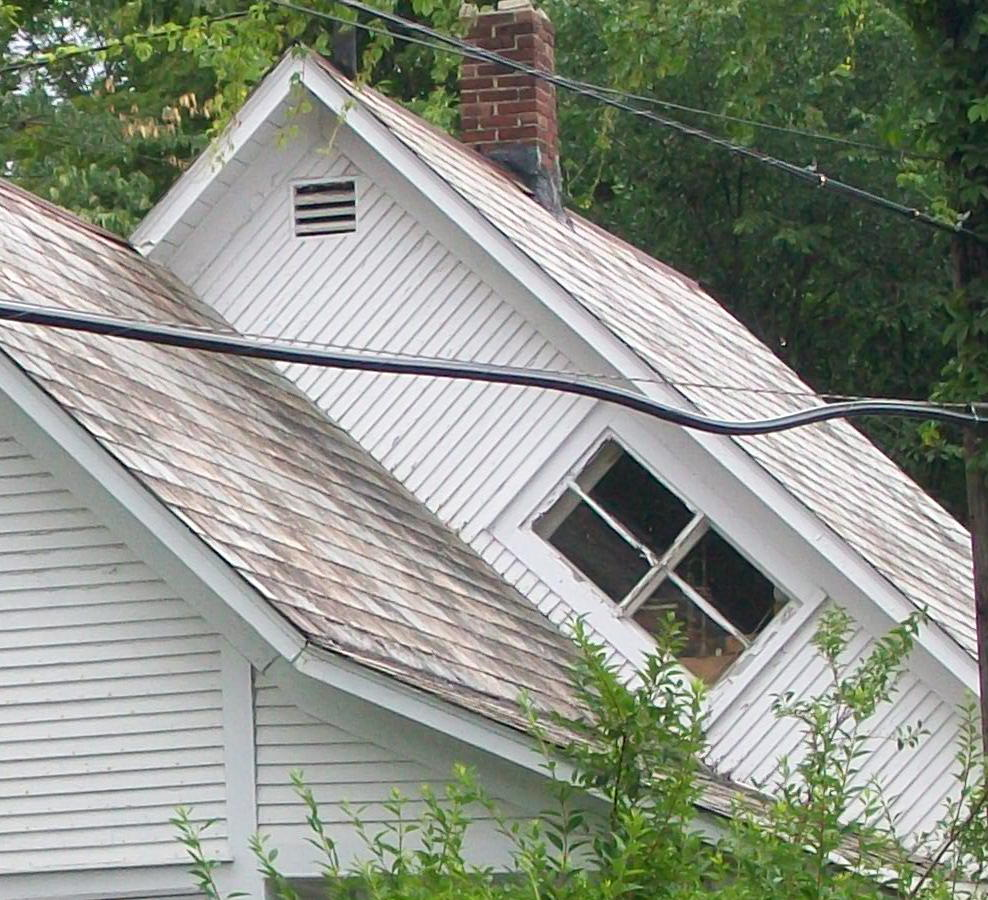
На цьому будинку сайдинг встановлений паралельно нахилу вікна.

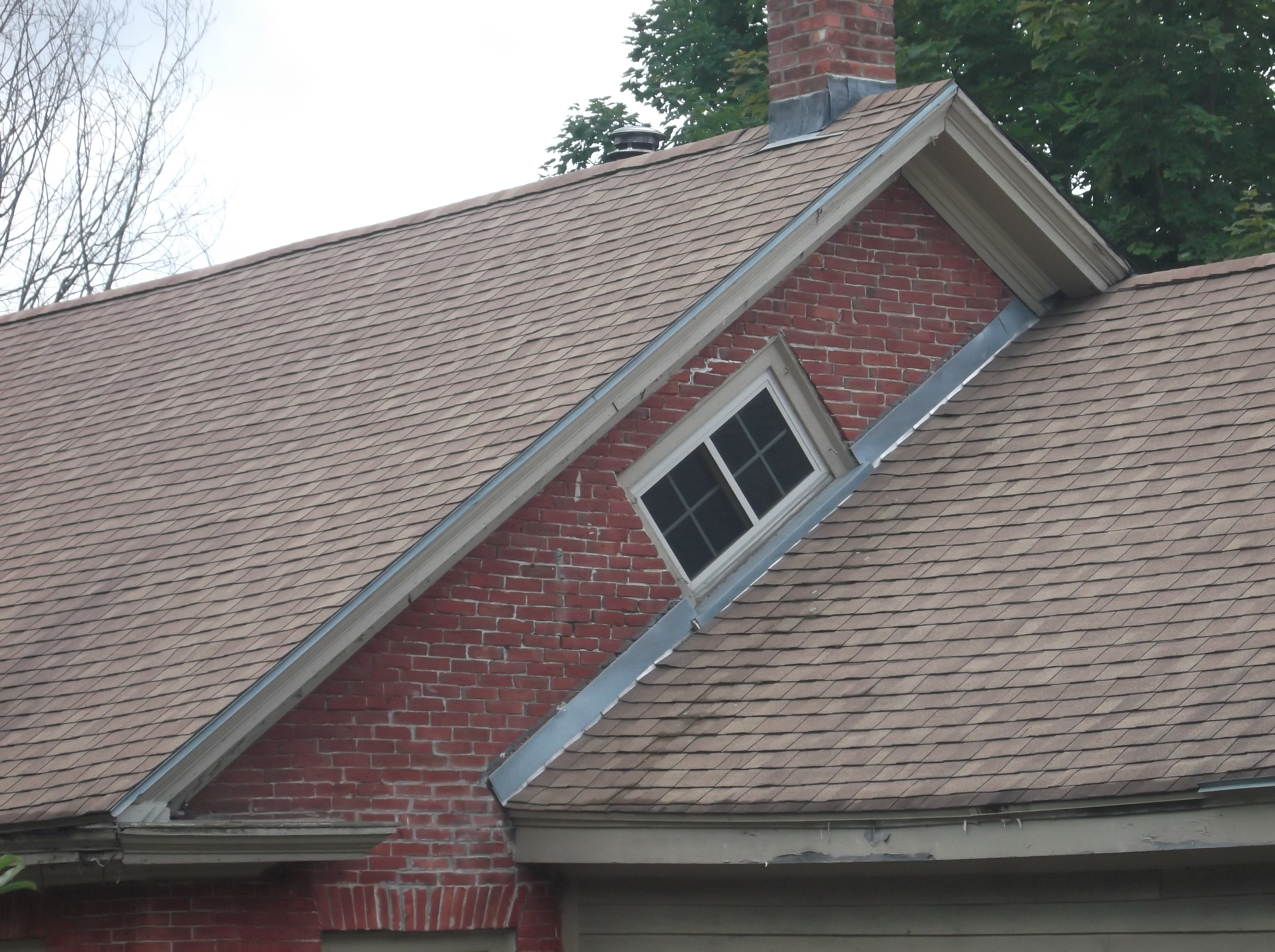
Незвичайний приклад похилого вікна в цегляному будинку.

Мансардні вікна рідко зустрічаються у Вермонті, особливо в старих будинках, вони можуть привести до вихолоджування кімнати; вікна в основному розміщують на стінах. Коли до будинку додають прибудову, наприклад кухню або сарай, на щипці для вікна залишається зовсім невелика вільна ділянка. У відсутності мансардного вікна це може бути єдине вікно в кімнаті на верхньому поверсі, при цьому встановити мансардне вікно на дах досить складно, оскільки це передбачає розрізання покрівлі.
У цих умовах вікно розміщують на вільному просторі щипця, повертаючи його паралельно лінії даху. Таким чином вдається максимізувати площу вікна (і падаючого світла, повітря) і уникнути покупки або будівництва спеціального невеликого вікна. Можуть навіть використовувати те ж саме вікно, яке знаходилося на стіні раніше.
Інше пояснення нахилу вікна полягає в тому, що таким чином досягається максимально можливе високе розташування одного з кутів вікна, що дозволяє гарячому повітрю виходити влітку з дому. Однак, це пояснення виглядає сумнівними, оскільки у Вермонті не так жарко в порівнянні з іншими місцями, і для позбавлення від спеки такі вікна можна було б розміщувати і на інших стінах.
Нахил вікна може утруднити покриття стіни будинку  сайдингом через ускладнення його різання і погіршення водонепроникності. Для спрощення панелі сайдинга також можуть встановлювати під нахилом, паралельно до вікна.

## Походження назви
Назва «відьмине вікно», мабуть, походить від повір'я, згідно з яким  відьма не може пролетіти на  мітлі через вікно, якщо воно повернуте .
Інша назва — англ. «coffin window» (гробове вікно). Його походження неясно. Виглядають притягнутими пояснення, що воно використовувалося для винесення труни з другого поверху (щоб не користуватися вузькими сходами), або що дивніше — розташування вікна нагадувало труну.
Назви англ. «sideway» (манівці) або англ. «lazy window» (ліниве вікно) — від нахилу вікна.